# Montes Martial
Los montes Martial son una cadena montañosa en la Isla Grande de Tierra del Fuego, ubicada al este de la cordillera Darwin, al norte de Ushuaia, a lo largo de la costa del canal Beagle. Destaca dentro de ella el glaciar Martial.